# Javier de la Cruz Cortijo
Javier de la Cruz Cortijo (Villanueva de la Serena, 6 de octubre de 1900-Cádiz, 27 de septiembre de 1944) fue un médico y político español, último alcalde republicano de Chiclana de la Frontera.
Tras finalizar sus estudios de bachillerato, se trasladó a la provincia de Cádiz para cursar Medicina y Cirugía en la Facultad de Medicina de la Universidad de Cádiz. En 1927 se estableció en Chiclana junto con su esposa, Ana María Butrón Vera, con quien tuvo tres hijos.
Su trayectoria política estuvo vinculada a la Segunda República española. El 12 de abril de 1931 fue elegido concejal en las elecciones municipales. Dos días más tarde, tras la proclamación de la Segunda República, fue inicialmente aclamado como alcalde por ediles republicanos y monárquicos. Sin embargo, las protestas elevadas al Gobierno Civil anularon esos resultados, instaurándose una comisión gestora municipal. De la Cruz fue designado alcalde-presidente de dicha gestora, y posteriormente, tras los comicios del 31 de mayo de 1931, fue oficialmente proclamado alcalde en junio. Su primer mandato concluyó el 8 de julio de 1932.
Tras el golpe de Estado de julio de 1936, y ante el riesgo inminente para su vida, se ocultó en el convento de las Madres Agustinas Recoletas de Chiclana. Posteriormente, con la ayuda de vecinos y allegados, se refugió en los campos de la finca de Campano y finalmente se ocultó en el Barrio Nuevo de Conil de la Frontera, donde permaneció en la clandestinidad durante ocho años. Gravemente enfermo, fue trasladado a Cádiz, donde fallecería el 27 de septiembre de 1944.
Durante la dictadura franquista, su figura fue silenciada oficialmente, y aunque permaneció viva en la memoria local. El 23 de agosto de 2010 fue reconocido como Hijo Adoptivo de Chiclana de la Frontera a título póstumo, en un acto que incluyó la inauguración de un monolito en su honor.